# یانوش هرسکو
یانوش هرسکو (مجاری: János Herskó؛ ۹ آوریل ۱۹۲۶ – ۱۲ اکتبر ۲۰۱۱) کارگردان فیلم و بازیگر اهل مجارستان بود. او بین سال‌های ۱۹۶۳ تا ۲۰۰۶ به‌عنوان بازیگر در ۱۵ فیلم ظاهر شد. او همچنین ۹ فیلم را بین سال‌های ۱۹۴۸ تا ۱۹۹۰ کارگردانی کرد. هرسکو در سال ۱۹۶۳ عضو هیئت داوران سومین جشنواره بین‌المللی فیلم مسکو بود.

## زندگی و حرفه
یانوش هرسکو پس از فارغ‌التحصیلی از مدرسه عالی هنرهای دراماتیک و سینمایی در بوداپست در سال ۱۹۴۹، به مدت دو سال در مسکو در رشته سینما تحصیل کرد. او پیش از کارگردانی دو فیلم کوتاه در اواخر دهه ۱۹۴۰، به عنوان بازیگر فعالیت داشت. نخستین فیلم داستانی او با نام زیر شهر (۱۹۵۳) به جوانان بوداپست اختصاص داشت. او در سال ۱۹۵۶ در فیلم پروفسور هانیبال، دستیار زلتان فابری بود. یانوش هرسکو که در سال‌های منتهی به ۱۹۷۱، استاد مدرسه عالی هنرهای دراماتیک و سینمایی در بوداپست بود، پس از کارگردانی فیلمی حزن‌انگیز با نام مرثیه به سبک مجارستانی، در همان سال کشورش را ترک کرد و در سوئد ساکن شد.
لارس فون تریر از او برای بازی در فیلم‌های عنصر جنایت (۱۹۸۴) و اروپا (۱۹۹۱) دعوت کرد.

## گزیده فیلم‌شناسی
- ۱۹۵۳: زیر شهر
- ۱۹۵۸: گل آهنی
- ۱۹۶۰: دو مرحله شادی
- ۱۹۶۳: گفتگو
- ۱۹۶۷: درباره ورا/سلام، ورا!
- ۱۹۷۰: مرثیه به سبک مجارستانی
- ۱۹۸۳: رقص دوم